# Alpujarra (métro de Medellín)
Pour les articles homonymes, voir Alpujarra.
Alpujarra est une station du métro de Medellín sur la Ligne A du métro de Medellín (es), à Medellín en Colombie.